# Dicranota simulans
Dicranota simulans är en tvåvingeart som beskrevs av Paul Lackschewitz 1940. Dicranota simulans ingår i släktet Dicranota och familjen hårögonharkrankar. Inga underarter finns listade i Catalogue of Life.